# Accords de Bretton Woods
« Bretton Woods » redirige ici. Pour les autres significations, voir Bretton Woods (homonymie).
Ne doit pas être confondu avec Accord de Buttonwood.
Les accords de Bretton Woods, issus de la conférence de Bretton Woods qui se tient au Mount Washington Hotel, à Bretton Woods, dans le New Hampshire aux États-Unis, du 1er au 22 juillet 1944, sont des accords économiques dessinant les grandes lignes du système financier international de l'après-Seconde Guerre mondiale.
Les accords établissent un système monétaire international centré sur le dollar américain, convertible en or à taux fixe (35 dollars l’once), avec des monnaies nationales à taux de change fixes mais ajustables, encadrés par le FMI et la Banque mondiale pour favoriser la stabilité économique et la reconstruction post-Seconde Guerre mondiale. Ce système prend fin en 1971 lorsque les États-Unis, confrontés à une accumulation massive de dollars à l’étranger et à une pénurie de leurs réserves d’or, suspendent la convertibilité du dollar en or, marquant le passage à un régime de changes flottants officiellement acté en 1976. La crise du système était liée au dilemme de Triffin : l’excès de dollars en circulation, nécessaire au commerce mondial, a fini par rendre impossible leur couverture en or.

## Présentation
L'objectif principal des accords de Bretton Woods est de mettre en place un système monétaire international stable et de favoriser la reconstruction et le développement économique des pays touchés par la guerre. Ils sont signés après trois semaines de débats entre 730 délégués représentant l’ensemble des 44 nations alliées. Une délégation soviétique est également présente.

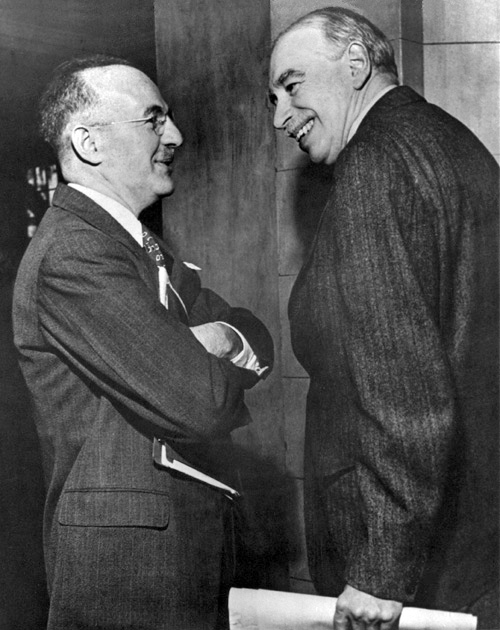
Harry Dexter White (à gauche) et John Maynard Keynes en 1946. Ils furent les acteurs de la conférence tenue à Bretton Woods.

Les deux principaux protagonistes de cette conférence ont été John Maynard Keynes, qui dirigeait la délégation britannique, et Harry Dexter White, assistant au secrétaire au Trésor des États-Unis, qui ont tous deux préparé un plan d'ensemble. Le plan Keynes est ébauché dès 1941 et préparait un système monétaire mondial fondé sur une unité de réserve non nationale, le bancor. La partie américaine mettait en avant le rôle de pivot du dollar américain et proposait plutôt de créer un fonds de stabilisation construit sur les dépôts des États membres et une banque de reconstruction pour l'après-guerre.
Finalement, c'est la proposition de White qui prévaut, organisant le système monétaire mondial autour du dollar américain, avec un rattachement nominal à l'or.
Deux organismes voient le jour lors de cette conférence, et sont toujours en activité :
- la Banque internationale pour la reconstruction et le développement (BIRD) aujourd’hui connue sous le nom de banque mondiale et composée de quatre autres institutions qui sont : l'Association internationale de développement (IDA) créée pour lutter contre la pauvreté en apportant des aides, des financements et des conseils aux États en difficulté, la Société Financière Internationale (IFC), l'Agence multilatérale de garantie des investissements (MIGA) et le Centre international pour le règlement des différends relatifs aux investissements (CIRDI) ;
- le Fonds monétaire international (FMI).

Un troisième organisme aurait dû être créé, chargé du commerce international. Mais en l'absence d'accord, il ne verra le jour qu'en 1995 avec la création de l'Organisation mondiale du commerce (OMC) après les cycles de négociations de l'accord général sur les tarifs douaniers et le commerce (GATT).

## Contexte historique

### Étalon-or jusqu'à la guerre de 1914

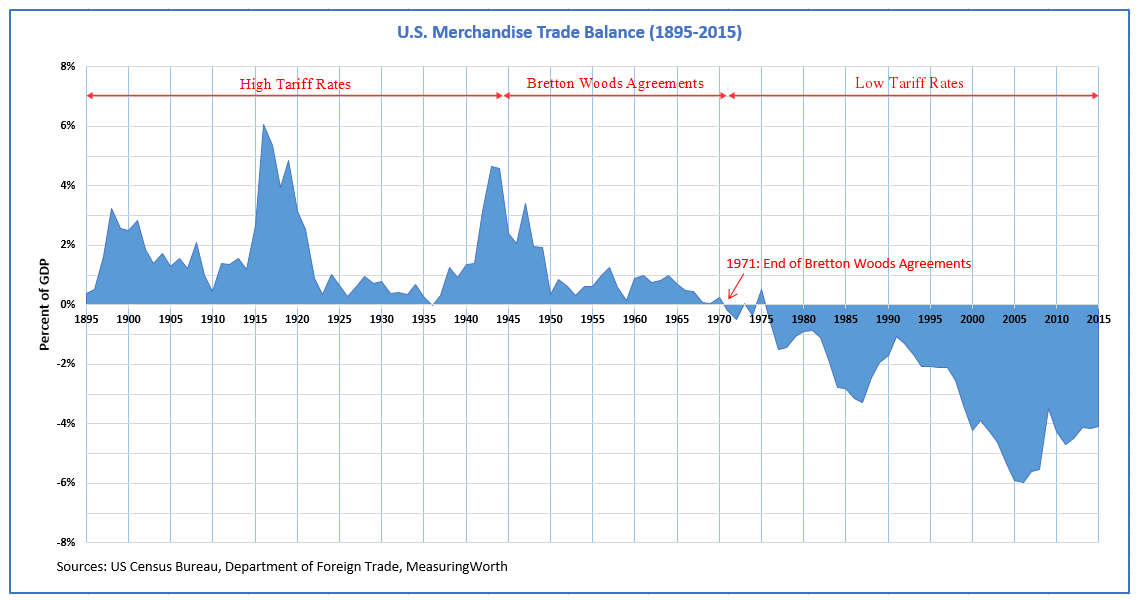
Balance commerciale U.S. (1895-2015).

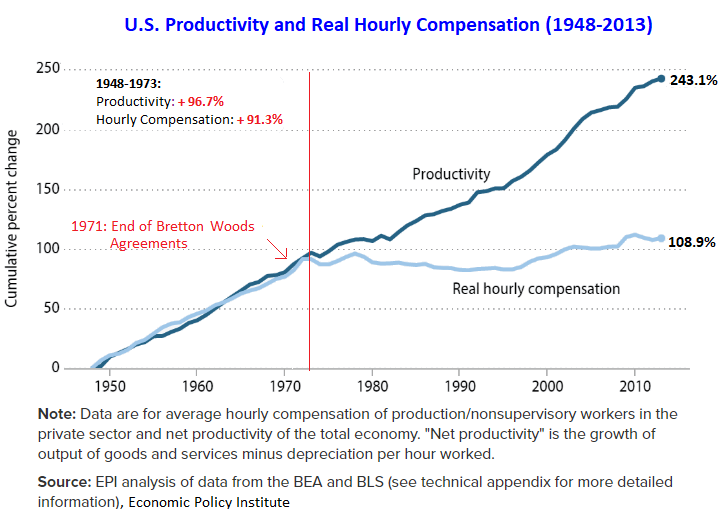
Productivité et rémunération horaire réelle U.S. (1948-2013).

Depuis la révolution industrielle, le système monétaire international est essentiellement fondé sur l'or. Toutes les monnaies ne sont pas convertibles mais compte tenu des sphères d'influence et du rôle déterminant de la livre sterling, l'étalon-or permet un grand développement du commerce international et des échanges sans crise majeure.
Cet étalon-or permet d'assurer une confiance dans les monnaies émises en billets jusqu'aux deux Guerres Mondiales qui induisent un financement massif des États par la création monétaire, ou « planche à billets », ce qui crée de l'inflation et donc une défiance devant la monnaie en billets. Dans les cas extrêmes du début du XXe siècle, la parité or-billets est abandonnée et provoque de l'hyperinflation.
Pour John Maynard Keynes, l'étalon-or n'est pas un système autorégulateur mais dépend de la volonté politique de respecter ses règles et aussi de la capacité d'un pays puissant à les faire appliquer. Or après 1914 l'Angleterre n'a plus les moyens d'assumer ce rôle et les États-Unis n'en ont pas le désir. Par ailleurs, l'étalon-or fait reposer l'ajustement sur les pays qui ont des balances de paiement déficitaires. Or, Keynes — et c'est un de ses objectifs à Bretton Woods — veut que le rééquilibrage soit assumé à la fois par les pays déficitaires et par les pays excédentaires.

### Difficultés de l'après Première Guerre mondiale
La Première Guerre mondiale crée des pertes matérielles et humaines considérables qui ont des conséquences économiques majeures. L'endettement s'est considérablement accru. Beaucoup de pays ruinés n'ont plus d'or. Beaucoup de monnaies sont inconvertibles. Une première historique de flottements des monnaies s'instaure de facto qui a parfois des conséquences extrêmement fâcheuses comme l'épisode d'hyperinflation allemand.
Les accords de Gênes de 1922 créent un système d'étalon de change-or qui permet aux États d'émettre de la monnaie non plus en contrepartie d'or mais de devises convertibles en or. Ce système s'avère instable. Précédemment, Londres garantissait le système. Plusieurs places sont ensuite en concurrence, chacune prétendant présenter la meilleure garantie de remboursement en or. Le système monétaire international s'en trouve fragilisé à la veille de la plus grande crise économique du XXe siècle.

### Panique générale suivant la crise de 1929
La crise boursière puis bancaire qui frappe les États-Unis provoque l'explosion du système d'étalon change-or, chaque pays cherchant son salut dans des mesures de protection nationale.
En 1931, l'Allemagne établit un contrôle total des changes, la Grande-Bretagne suspend la convertibilité de la livre en or et crée la zone sterling, le Japon suspend la convertibilité du yen en or et instaure un contrôle total des changes. En 1933, les États-Unis suspendent la convertibilité de leur monnaie en or et créent une Zone dollar. En 1934, ils dévaluent de plus de 40 % le dollar par rapport à l'or. La France abandonne la convertibilité du franc en or en 1936.
En dépit de tentatives d'entente entre pays et notamment de certains pays européens pour constituer un « Bloc-or », c'est la mort du système de l'étalon change-or de Gênes, une des causes de l'ampleur et de la durée de la crise de 1929. Des politiques nationales incohérentes transforment une récession économique survenue aux États-Unis en dépression économique mondiale.
Les politiques des différents gouvernements de l’époque, utilisant les dévaluations monétaires pour améliorer la compétitivité de leurs exportations en vue de réduire le déficit de leurs balances commerciales, accélérèrent les spirales déflationnistes et eurent pour suite une plongée des revenus nationaux, un rétrécissement de la consommation, un chômage de masse et un déclin global du commerce international. Les échanges commerciaux devinrent alors limités à des échanges entre zones ou pays utilisant la même monnaie (échanges entre des pays et leurs colonies par exemple). Cela eut pour effet d’entraver les flux financiers internationaux et de limiter les investissements, prolongeant d'autant la sous-activité générale.

### Poser les bases économiques d'une paix durable
Les économistes américains qui ont bâti le système de Bretton Woods étaient profondément marqués par les écrits de Keynes et d'autres auteurs pour lesquels le traité de Versailles avait échoué parce que ses soubassements économiques étaient inadéquats. Pour eux, Woodrow Wilson, en établissant la Société des Nations, ne s'était occupé que des problèmes politiques et avait oublié que la paix dépendait également des questions économiques. En 1945, Henry Morgenthau, le ministre des finances de Franklin Delano Roosevelt, déclare à ce sujet : « les mesures collectives pour sauvegarder les peuples du monde de ce qui menace la paix, […] ne doivent pas être fondées seulement sur une machinerie internationale pour gérer les disputes et prévenir les agressions, mais aussi sur une coopération économique entre les nations visant à prévenir et supprimer les désajustements sociaux et économiques […] ».

### Objectifs américains de la conférence de Bretton Woods
Lorsque les perspectives de victoire se précisent, les Alliés réfléchissent à un nouveau système permettant d'éviter d'une part les secousses monétaires internationales qui avaient suivi la Première Guerre mondiale et d'autre part les erreurs qui avaient transformé la crise de 1929 en grande dépression. Politiquement, les États-Unis craignent que les pays européens ayant le plus souffert de la guerre deviennent des lieux de révolte et offrent un terreau au communisme et au socialisme.
L’économie des États-Unis sort de la guerre confortée dans sa position d’économie la plus puissante au monde avec une industrie en croissance rapide et ayant accumulé de nombreux capitaux. Les États-Unis n’avaient pas été touchés par les ravages de la guerre et s’étaient enrichis en vendant des armes aux autres Alliés et en leur prêtant des fonds. La production industrielle de 1945 a doublé par rapport à ce qu’elle était juste avant la guerre. En revanche, l’Europe et l’Extrême-Orient sont ruinés militairement et économiquement.
Au sortir de la guerre, les États-Unis disposent de la plus grande partie des capitaux mondiaux et dominent la production manufacturière et les exportations. Ils produisent la moitié du charbon, les deux tiers du pétrole et plus de la moitié de l’électricité au niveau mondial. Ils sont en mesure de produire de grandes quantités de navires, d’avions, de voitures, de produits chimiques, d’armes et d’autres produits manufacturiers. De plus, deux tiers des réserves mondiales d’or sont détenues par les États-Unis.
Les États-Unis décident donc d'organiser en 1944 une conférence dont le but est de créer un système monétaire capable de fournir un cadre solide à la reconstruction et à l'expansion économique du « monde libre », en faisant des États-Unis et du dollar les piliers de la nouvelle architecture économique. Ils vont jouer respectivement les rôles que jouaient le Royaume-Uni et la livre avant la guerre de 1914.

### Représentants des États à la Conférence
44 États sont représentés. Certains États sont absents (comme l'Allemagne ou le Japon); la France est représentée par un gouvernement provisoire en Algérie.
La conférence était composée de trois commissions : la première, menée par Harry Dexter White (États-Unis), travaillant sur le FMI, la seconde par John Maynard Keynes (Royaume-Uni), sur la BIRD (Banque mondiale), et la troisième, menée par Eduardo Suarez (Mexique), travaillant sur les autres outils de coopération financière internationale.
Parmi les nombreux représentants, les négociateurs incluaient en outre :
- Leslie Melville (Australie) ;
- Mikhail Stepanovich Stepanov (URSS) ;
- Kong Xiangxi (Chine) ;
- Pierre Mendès France (France) ;
- Chintāman Dwārakānāth Deshmukh (Inde) ;
- Guido Carli (Italie) ;
- Víctor Urquidi (Mexique).

## Apports de l'Accord

### Système monétaire international
Le retour à l'étalon-or semble impossible à certains. Les représentants des États créent un Gold-Exchange Standard fondé sur une seule monnaie, le dollar américain : toutes les monnaies sont définies en dollar et seul le dollar est défini en or. Le rattachement à l'or, sur la base de 35 dollars américains l'once d'or, suppose qu'il n'y aura pas de dérapage incontrôlé de la part des États-Unis et qu'ils chercheront à maintenir la valeur « réelle » de leur monnaie.
Dans ce système, les différentes monnaies nationales (autres que le dollar américain) ont un taux de change fixe mais ajustable en cas de besoin sous réserve de l'accord des partenaires. En temps courant, la convertibilité des monnaies par rapport au dollar est encadrée par un cours plancher et un cours plafond, qui interdit à ces monnaies de s'écarter de plus de 1 % de la parité initiale fixée. Le Fonds monétaire international est créé. Il a pour but de surveiller les politiques nationales pour vérifier qu'elles ne dérapent pas et d'intervenir en cas de crise de change pour fournir de la liquidité au pays concerné moyennant la mise en place d'une politique de redressement. On pense que ces disciplines éviteront les dévaluations compétitives et autres pratiques malthusiennes qui avaient eu des effets si néfastes dans les années 1930.
Une règle implicite est qu'on ne demande pas la conversion des dollars américains en or. Tous les dollars américains qui entrent dans un pays servent donc à la création de monnaie locale tout en étant le plus souvent replacés auprès du Trésor américain. Du dollar dépendent désormais la croissance et l'inflation mondiales.
Ce système sert de cadre aux Trente Glorieuses, cette période qui, de 1945 à 1974, voit le décollage économique et l'opulence du monde occidental.

### Institutions de Bretton Woods
Les accords ont donné naissance à deux organismes internationaux :
- la Banque internationale pour la reconstruction et le développement ou BIRD, aujourd'hui l'une des composantes de la Banque mondiale ;
- le Fonds monétaire international ou FMI.

Un organisme visant à réguler le commerce international devait également voir le jour, cependant les États n'ont pu se mettre d'accord sur sa définition exacte. Aussi, c'est une série d'accords qui sont nés de cette volonté de réguler le commerce : les accords du General agreement on tariffs and trade (GATT), formalisés en 1947 et modifiés par la suite sous forme de cycles. Au terme de l'accord de Marrakech, le 1er janvier 1995, le GATT a été doté d'une personnalité morale officielle : l'Organisation mondiale du commerce (OMC).
Alors que le GATT dépendait de l'Organisation des Nations unies (ONU), l'OMC elle, n'y est plus soumise[Quoi ?] puisqu'une partie de leurs objectifs respectifs sont en contradiction[pourquoi ?], ce qui permettra à l'OMC d'élaborer ses propres règles.[réf. nécessaire]

## Fin du système monétaire de Bretton Woods

### Dudollar gapaudollar glut
Afin de fonctionner, le système issu des accords de Bretton Woods a besoin d'un influx permanent de dollars américains. Cette monnaie étant la monnaie de réserve internationale, ainsi que la monnaie d'échange, les pays doivent s'en procurer pour pouvoir échanger avec le monde. Or, la présence de dollars américains dans le circuit financier international dépend des États-Unis : s'ils sont en excédent commercial, ils retirent des dollars en circulation à l'étranger, tandis que s'ils subissent des déficits commerciaux, ils font sortir des dollars du territoire américain. Trop faire sortir de dollars, ce qui est nécessaire à la survie du système, affaiblit le système par le même coup ; il s'agit du dilemme de Triffin.
L'Europe connaît ainsi une situation de dollar gap durant l'immédiat après-guerre, du fait d'une difficulté à se procurer des dollars. En revanche, dès lors que l'Amérique s'enfonce dans des déficits commerciaux à partir des années 1950, l'Europe et le Japon sont inondés des dollars qui leur permettent d'échanger avec les Américains. Cette situation de dollar glut est difficile à tenir pour les États-Unis : à partir du moment où il y a plus de dollars à l'étranger que les États-Unis disposent de réserves d'or, ils ne peuvent plus garantir une conversion immédiate du dollar à l'or. Ce moment signerait la fin du système de Bretton Woods.
Afin de repousser la date de la fin du système, les Européens mettent en place les eurodollars, c'est-à-dire des marchés financiers en Europe, où l'on peut échanger des dollars de manière libre et massive. Ces euromarkets sont créés sous l'impulsion de George Bolton à l'époque directeur pour les devises étrangères de la Banque d'Angleterre. Cela s'explique aussi par des visées stratégiques du Royaume-Uni, qui cherche à maintenir la livre sterling comme monnaie internationale, dans le contexte de la fin de l'Empire britannique.
Ce système est au départ critiqué par le Trésor américain qui ne veut pas perdre le contrôle sur les dollars outre mesure. Afin de dissuader les placements en dollars à l'étranger, John F. Kennedy instaure le 18 juillet 1963 un impôt de 15 % sur les intérêts des investissements étrangers (« interest equalization tax »). Les Euromarkets avaient de toute façon déjà été massivement investis par les Soviétiques, qui avaient commencé à y placer l'argent de leurs exports via la Banque Narodny de Moscou afin d'éviter de trop en détenir à New York et donc de risquer une confiscation en cas de crise majeure de la guerre froide. Le Trésor met également en place les bons Roosa pour faire rapatrier des dollars, sans grande réussite. Le sujet devient tabou, et un économiste (Hendrik Houthakker) membre du Comité des conseillers économiques du président américain, qui voulait parler d'Euromarket à ce dernier, se fait violemment refouler, au propos que « non, nous ne voulons pas lui en parler ».
Le système atteignait 46 milliards de $ en 1970 ; la quantité de monnaie en circulation dans le système dépassait la taille des réserves totales mondiales de devises en 1975. Il a, depuis, continué de gonfler, passant par exemple de 500 milliards de $ en 1980 à 2 600 milliards en 1988. L'augmentation des dépenses publiques due à la guerre du Viêt Nam et à la course à l'espace alimentent le système ; les pays qui exportent le plus vers les États-Unis accumulent d'immenses réserves en dollars qui donnent lieu à autant d'émissions dans leur propre monnaie, alimentant une inflation de plus en plus inquiétante.

### Des premiers tremblements à la suspension
Techniquement, c'est la République fédérale d'Allemagne, très sensible en matière d'inflation, qui met fin aux accords de Bretton Woods en cessant de mettre en œuvre leurs dispositions[réf. nécessaire].
Les demandes de remboursement des dollars excédentaires en or commencent. Les États-Unis ne veulent pas voir disparaître leur encaisse-or. Ils suspendent la convertibilité du dollar en or le 15 août 1971.
Mais le 18 décembre 1971, les grands pays tentent de sauver l'esprit des accords de Bretton Woods tout en l'adaptant à la situation nouvelle, ils signent l'accord du Smithsonian Institute.
En avril 1972, en Europe occidentale, les États ont besoin de maintenir une certaine stabilité entre leurs monnaies. Ils créent le Serpent monétaire européen en réponse. Ce système de quelques années sera le point de départ de l'Europe sur le chemin de sa monnaie unique. Les dispositifs européens, notamment en matière de prix agricoles, ne supportent pas les variations permanentes des taux de change.
Le système des taux de change fixes s'écroule définitivement en mars 1973 avec l'adoption du régime de changes flottants, c'est-à-dire qu'ils s'établissent en fonction des forces du marché.
Le 8 janvier 1976, les accords de la Jamaïque confirment officiellement l'abandon du rôle légal international de l'or. Il n'y a plus de système monétaire international organisé mais le Serpent monétaire européen mis en place en Europe est une nouvelle forme d'organisation.

### Après la suspension
En Europe occidentale, le Serpent monétaire européen cherche à maintenir une certaine stabilité entre chaque monnaie. Ce système trouve ses limites en fin de décennie. Son expérience conduit l'Europe dans le Système monétaire européen basé sur un panier de devises, l'ÉCU avec lequel chaque monnaie est associée. Ce sont les prémices du chemin de la monnaie unique qui se matérialise au tournant du siècle. Les dispositifs européens, notamment en matière de prix agricoles, ne supportent pas les variations permanentes des taux de change.
La fin du système de Bretton Woods permet donc des expérimentations dans le domaine monétaire. Le monde développé n'avait plus connu les changes flottants depuis l'entre-deux guerres. L'école de Chicago a défendu les changes flottants et créé un consensus sur les bénéfices de ce mode de fixation de la valeur des devises. Certains se sont montrés plus critiques, tels que Maurice Allais qui affirmait que le flottement des monnaies introduit un risque nouveau dans les contrats et qu'il est une des sources du développement de produits financiers complexes, comme les produits dérivés dont le gonflement est critiqué au début du XXIe siècle. Craignant une crise systémique, il annonce en 1999 que « ce qui doit arriver arrive » (La Crise mondiale d'aujourd'hui, éditions Clément Juglar, Paris, 1999).
Des observateurs ont également relevé que la spéculation sur les monnaies de la part de fonds spéculatifs avait été encouragée par le flottement des monnaies, provoquant un développement des flux financiers sans rapport avec les flux de marchandises.
L'once d'or qui valait 35 $ en 1971 coûtait plus de 1 000 $ en 2008. Le dollar avait alors perdu 96,5 % de sa valeur en or. La crise monétaire et bancaire intense qui se développe depuis la faillite de la banque américaine Lehman Brothers en septembre 2008 a fait resurgir le spectre d'une nouvelle dépression aussi grave que la crise économique de 1929.

## Postérité

### Bretton Woods II
Certains économistes ont soutenu que le système monétaire international était entré, depuis les années 1990, dans un nouveau système de Bretton Woods de manière implicite. Dans un article qui a eu un grand retentissement, Dooley, Folkerts-Landau et Garber affirment que le SMI s'organise aujourd'hui autour d'un cœur (les États-Unis) et de deux périphéries : les pays asiatiques, excédentaires et basés sur les exportations, et les pays européens, déficitaires et basés sur le rendement de leurs capitaux. Cela permettrait de créer un grand équilibre international que l'on pourrait appeler « Bretton Woods bis ». Le système a été appelé par certains « Bretton Woods 2 ».
Ces analyses sont au cœur du débat sur le rôle des déséquilibres macroéconomiques dont notamment la crise financière mondiale débutant en 2007.

### Nouveau Bretton Woods
La crise économique mondiale de 2008 fait s'élever des voix en faveur d'un nouveau grand accord international permettant de poser de nouvelles bases de coopération au niveau du système monétaire international,. Même si les mesures souhaitées ne sont pas claires, ces appels soulignent l'importance historique et symbolique que garde l'effort fait à Bretton Woods pour créer un environnement économique international stable, efficace et organisé. En avril 2009, lors d'une réunion du G20 à Londres, les principales puissances économiques s'entendent pour mettre en place de nouvelles règles pour les marchés financiers.

### Documents historiques
- Le compte-rendu officiel publié par le gouvernement des États-Unis en 1948 : Proceedings and Documents of the United Nations Monetary and Financial Conference, Bretton Woods, New Hampshire, July 1–22, 1944, (Washington, DC: US Government Printing Office, 1948), disponible ici.
- La transcription de nombreux documents internes aux négociations en 2012 : Kurt Schuler and Andrew Rosenberg, The Bretton Woods Transcripts (New York: Center for Financial Stability, 2012), 12–14, présentation disponible ici.
- Présentation commentée des documents historiques les plus importants : Naomi Lamoreaux et Ian Shapiro (eds.) The Bretton Wood Agreements. Together with Scholarly Commentaries and Essential Historical Documents, 2019, Basic Documents in World Politics, Yale University Press.